# Polder Racibórz Dolny
Polder Racibórz Dolny (česky polder Dolní Ratiboř nebo poldr Dolní Ratiboř) je umělý protipovodňový polder v údolí veletoku Odra jižně pod městem Racibórz (Ratiboř) na území okresu Ratiboř (město Ratiboř, gmina Kornowac a gmina Krzyżanowice) a okresu Wodzisław (gmina Gorzyce a gmina Lubomia) v jižním Polsku. Nachází se také v geomorfologickém celku Ratibořská kotlina (součást Slezské nížiny) ve Slezském vojvodství a Horním Slezsku. Je to největší vodní technické dílo v Polsku.

## Popis, historie a budoucnost díla
Od 18. století probíhají na Odře práce zaměřené na prohloubení řeky, napřímení řeky pro zemědělské účely či ochraně před povodněmi. První koncept výstavby vodní nádrže u Ratiboře byl vypracován v roce 1883. Přehrada měla být využita v plánovaném vodním koridoru Dunaj-Odra-Labe, jehož projekt byl po první světové válce zastaven. V 60. a pak i v 70. letech 20. století se objevily další plány na vybudování vodní nádrže u Raciborze, ale vzhledem k vysokým investičním nákladům nebyly realizovány.
Výstavba poldru Racibórz Dolny začala až v roce 2012 a byla ukončena v roce 2020 a podnětem k výstavbě byly devastující účinky povodně na Moravě a Odře (tzv. povodeň tisícíletí) v roce 1997, která si vyžádala 55 obětí a materiální ztráty ve výši 12,8 miliardy PLN. Polder Racibórz Dolny je vybudován na ploše 26,3 km2. Ve druhé fázi výstavby již měl možnou objemovou kapacitu vody 185×106 m3 a ve třetí fázi 320×106 m3. Poldr se skládá z 22 km hrází. Koruna 6,0 m široké hráze se nachází v nadmořské výšce 197,50 m n. m., tj. 2,30 m nad povolenou maximální hladinou vody v nádrži 195,20 m n. m. Hlavní hráz a hlavní hydrotechnické objekty poldru se nacházejí na území Ratiboře na 46,3 km řeky Odry. Z poldru vytéka řeka Odra a také její kanál Kanał Ulga a oba tyto toky se za Ratiboří opět slévají v jeden tok. Celý poldr „uzavírá“ povodí horního toku Odry o rozloze přibližně 6642 km2. V částech polderu probíhá také těžba štěrku a písku za účelem prohloubení poldru a využití ve stavebnictví. Během stavby vodního díla zanikla vesnice Ligota Tworkowska a také vesnice Nieboczowy, která však byla postavena na novém místě a také byl pozměněn to řeky Cina (Psina). Více než 700 obyvatel bylo trvale přesídleno. Společně s Polderem Buków tvoří Polder Racibórz Dolny významný stěžejní systém pasivní a aktivní ochrany proti nebezpečným povodním na řece Odře a v budoucnu může být také využit pro potřeby možného vodního koridoru Dunaj-Odra-Labe či zvyšování hladiny vody v období sucha. Předpokládá se, že oba poldry zajistí protipovodňovou ochranu úseku Odry od Ratiboře až po Vratislav. Diskutuje se také koncepce pomalé nebo rychlé přeměny nádrže ze suché na mokrou. Díky dostatku vody a malé přítomnosti lidí nabízí poldr významný potenciál ochrany přírody.

## Další informace
Po hrázi polderu vedou také cyklistické stezky.

## Galerie

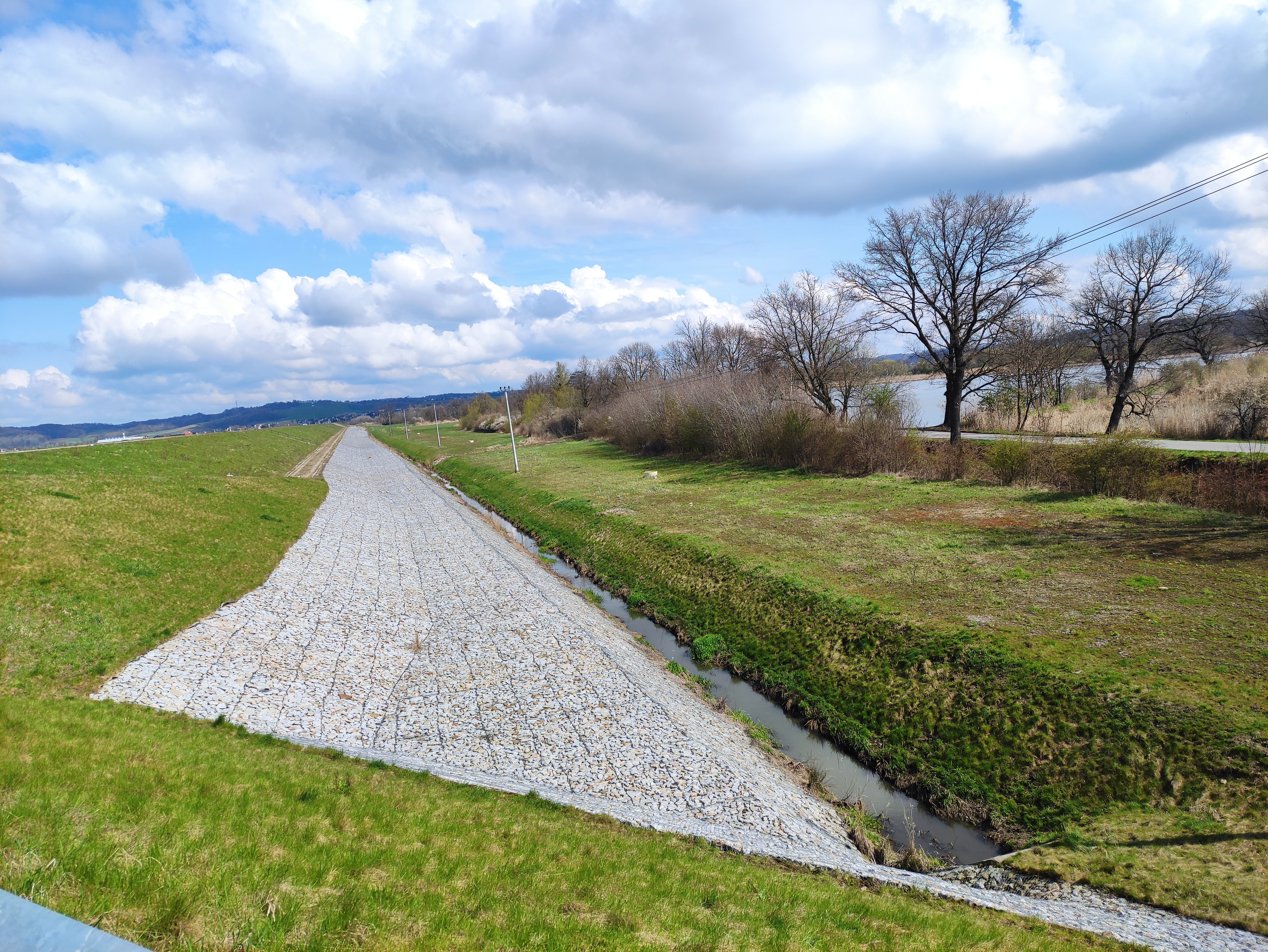
Východní hráz polderu
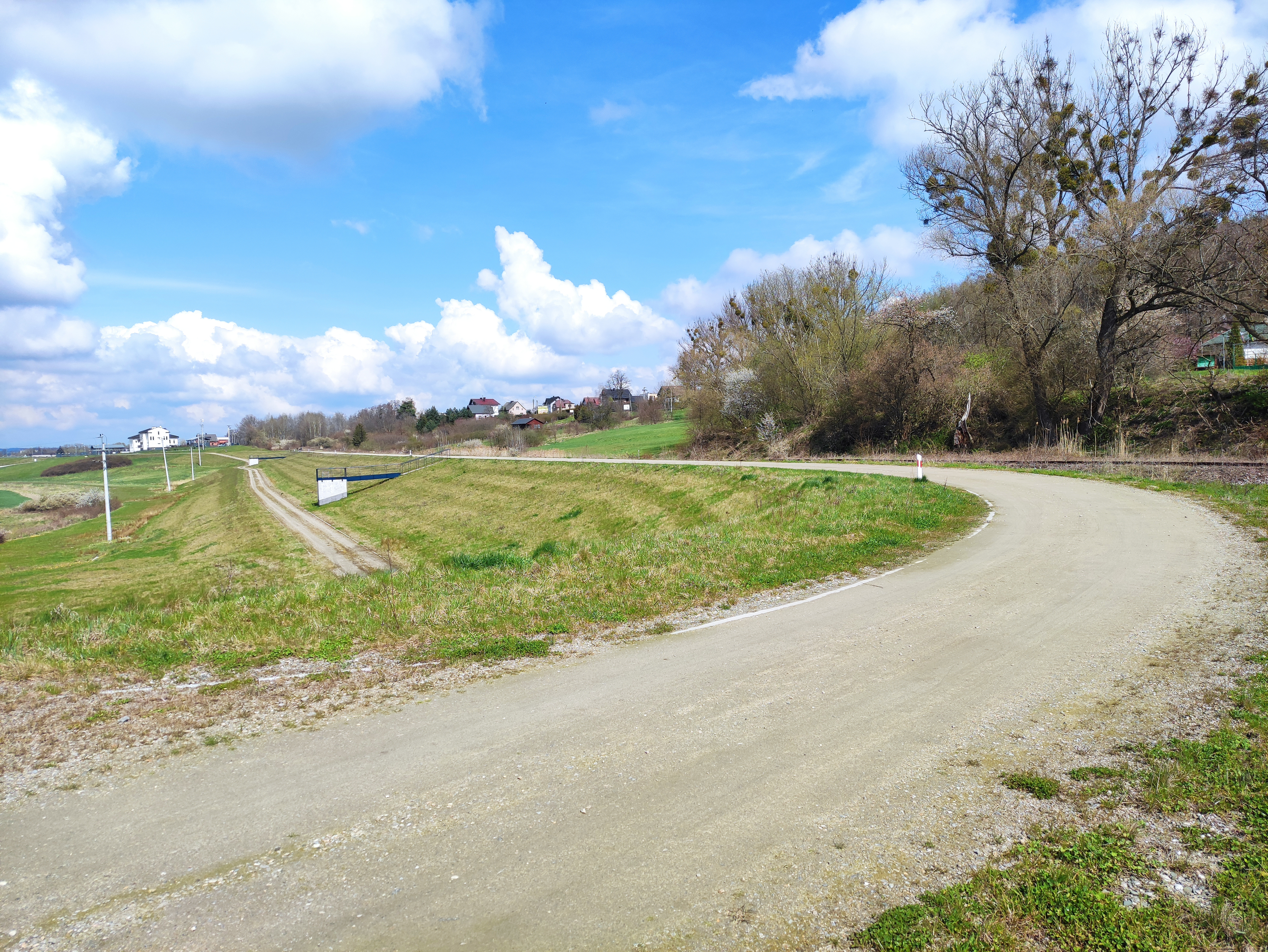
Východní hráz polderu
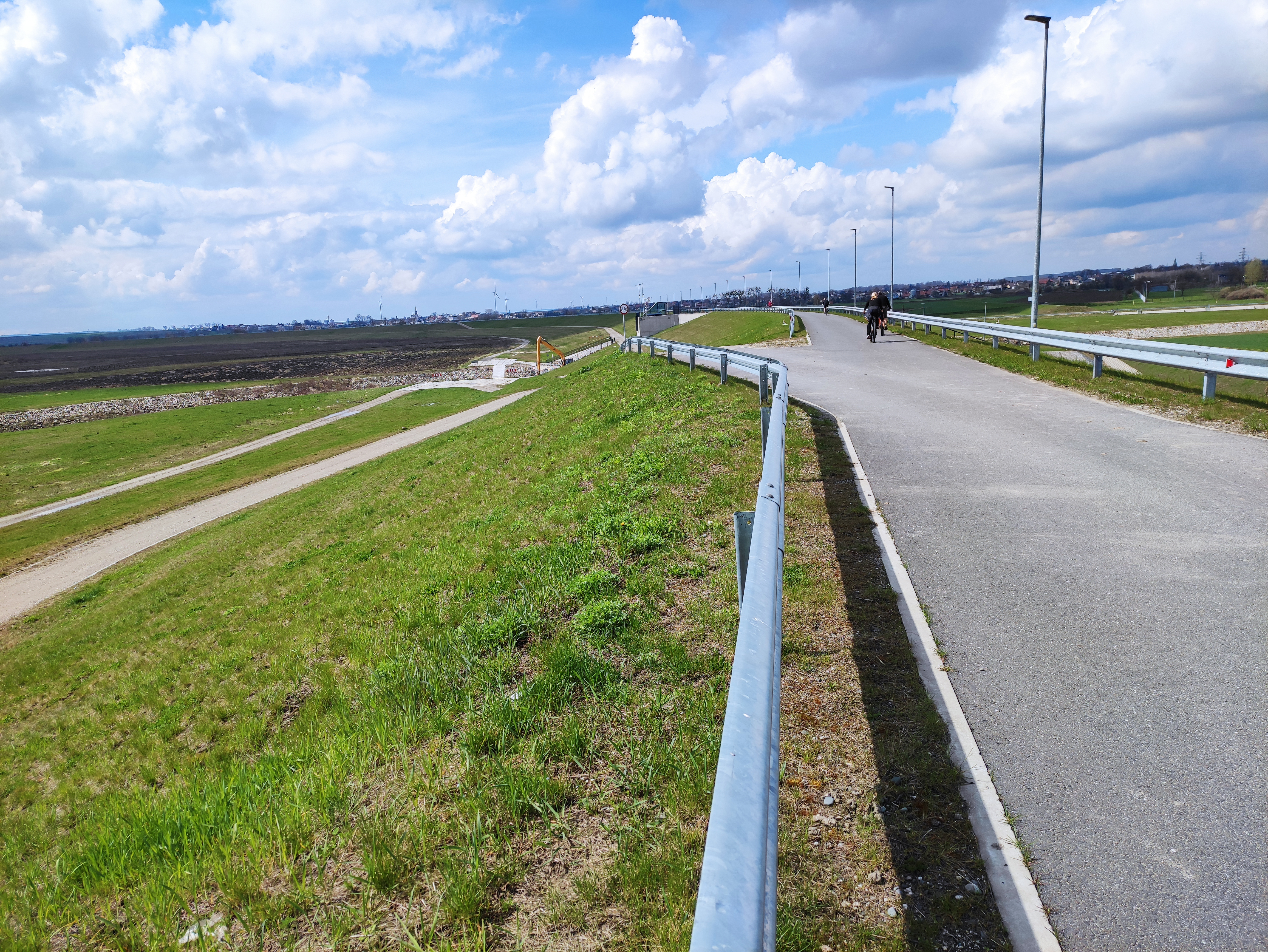
Východní hráz polderu
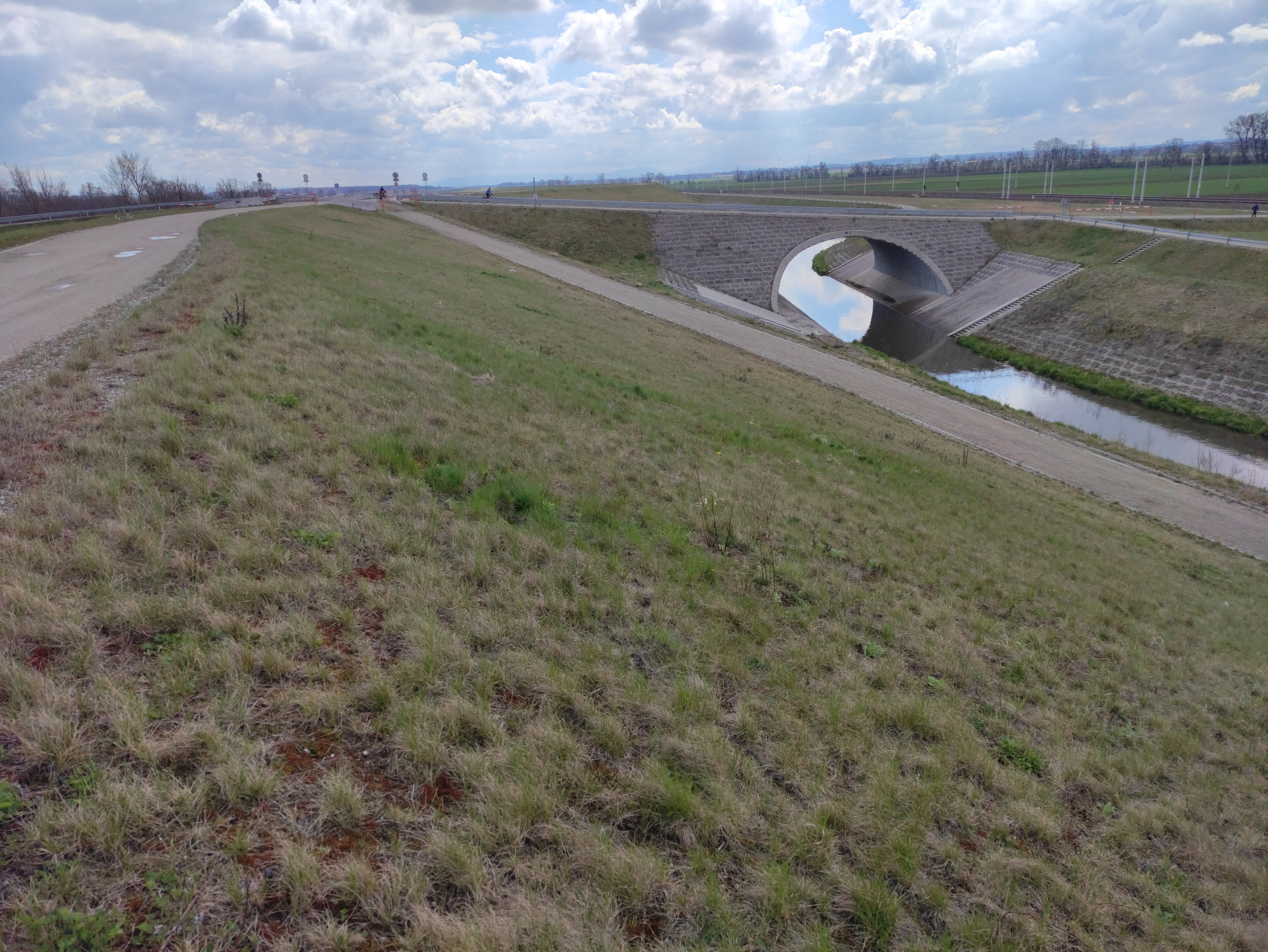
Tok řeky Cina u západní hrázi polderu
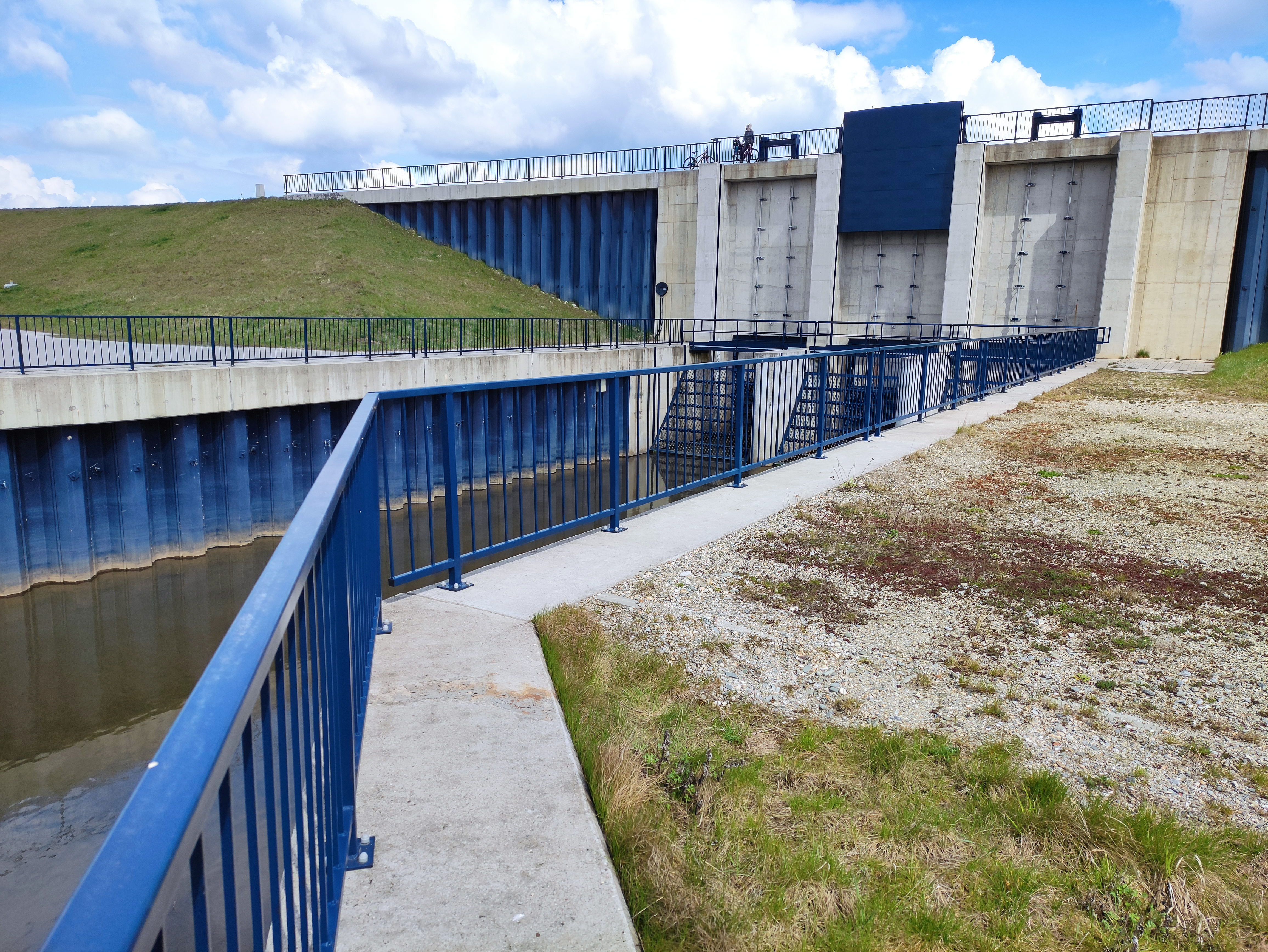
Tok řeky Cina u polderu
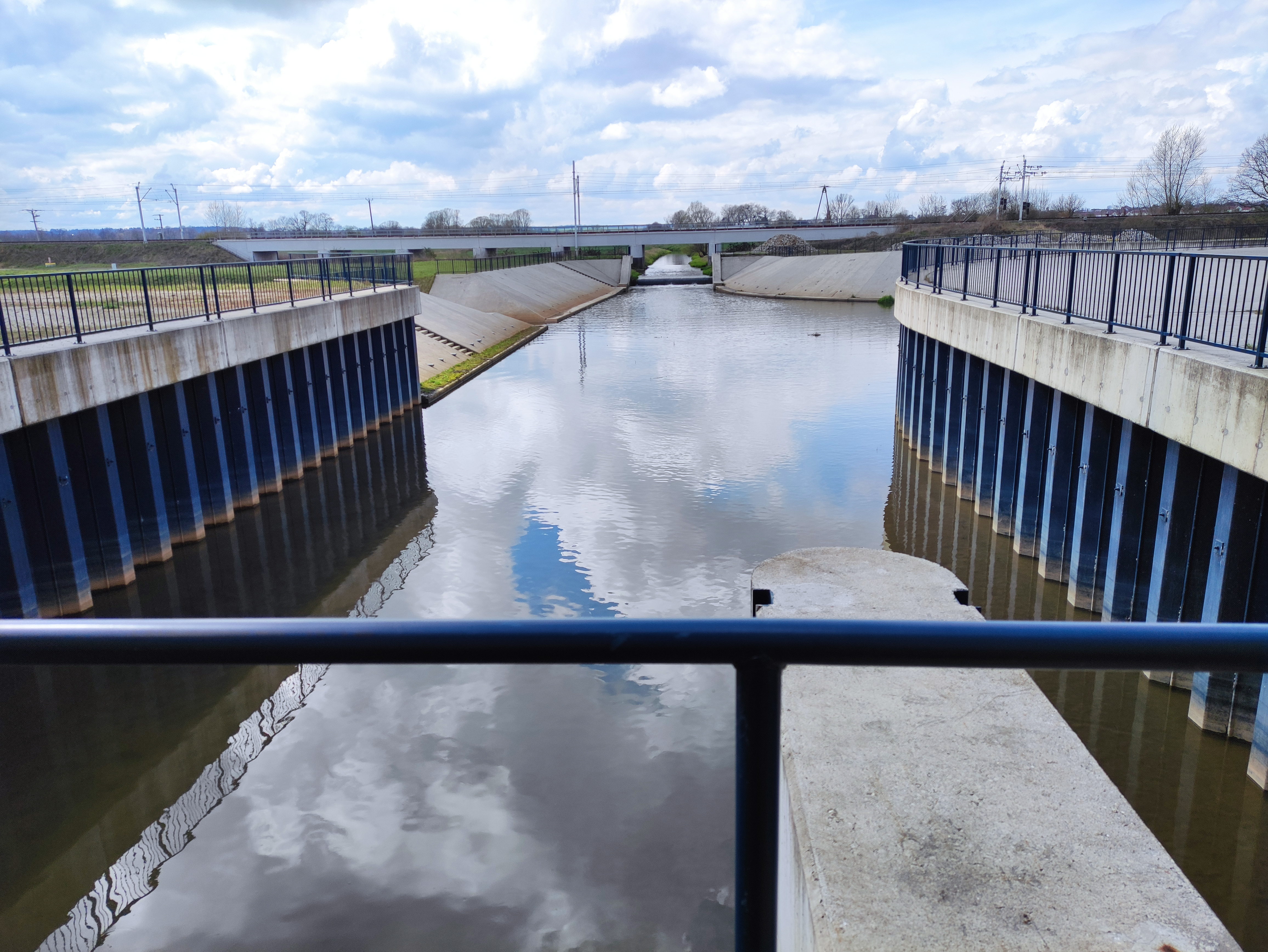
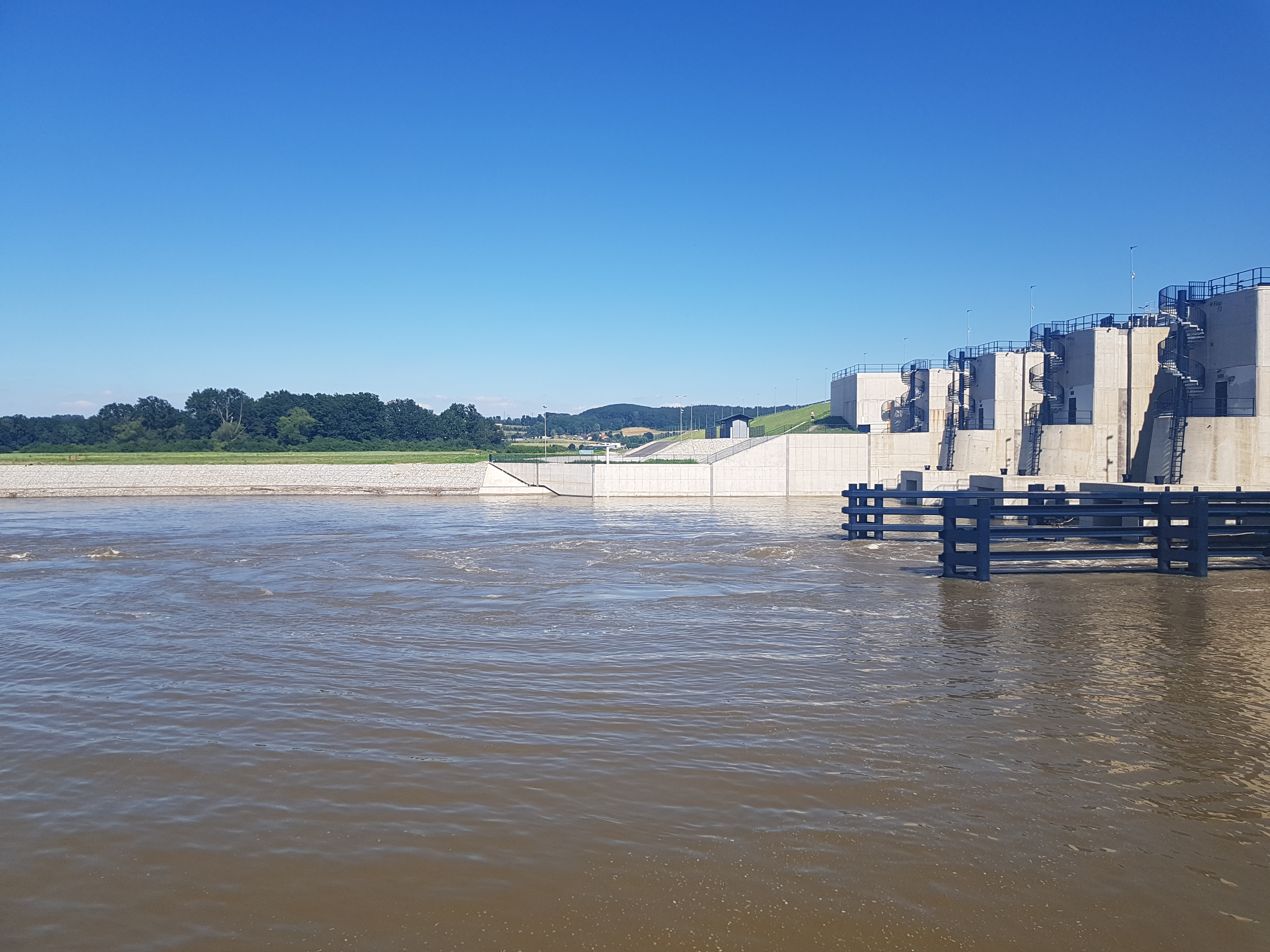
Hlavní výpusť (Zapora główna)
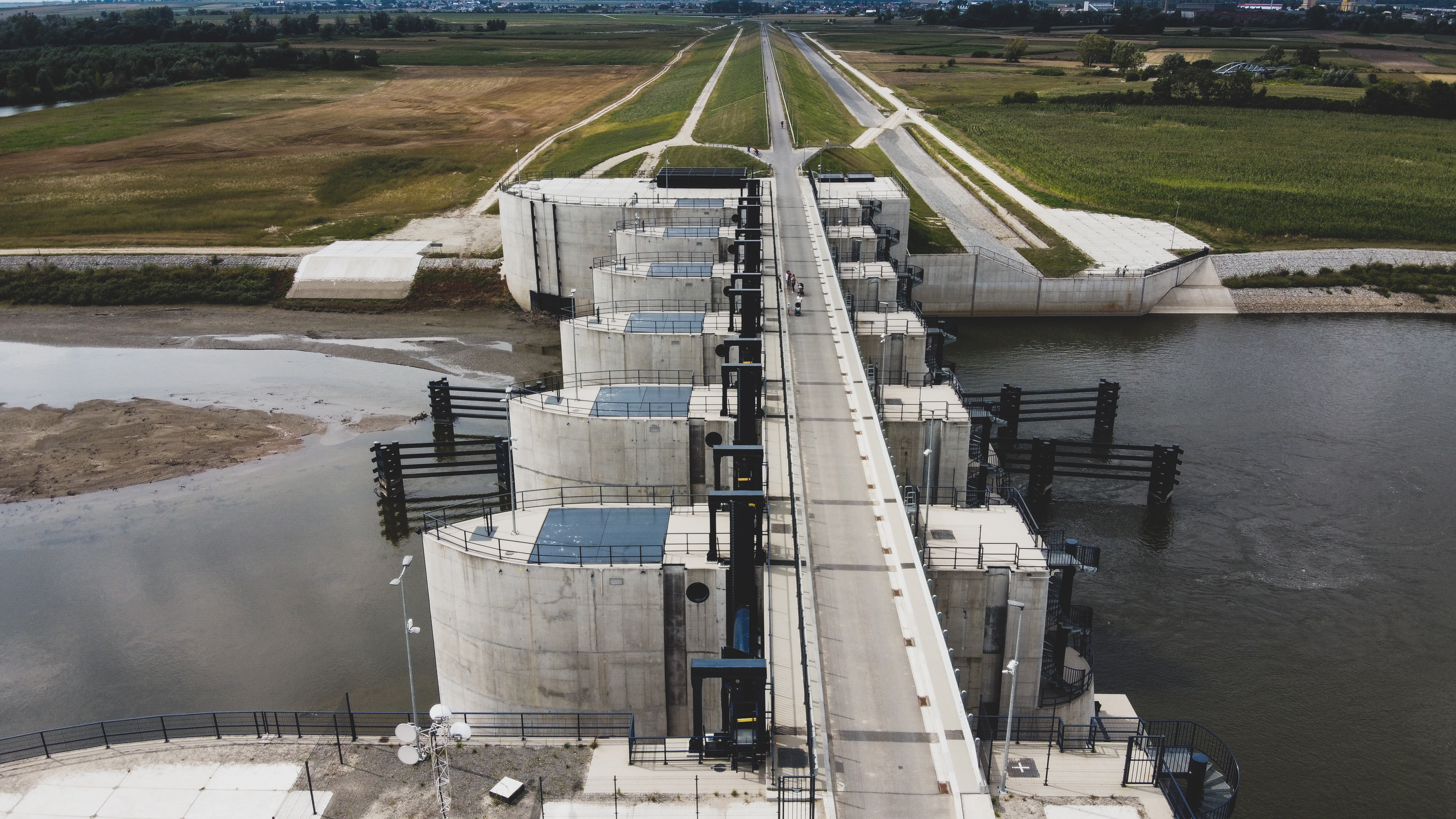
Hlavní výpusť (Zapora główna)
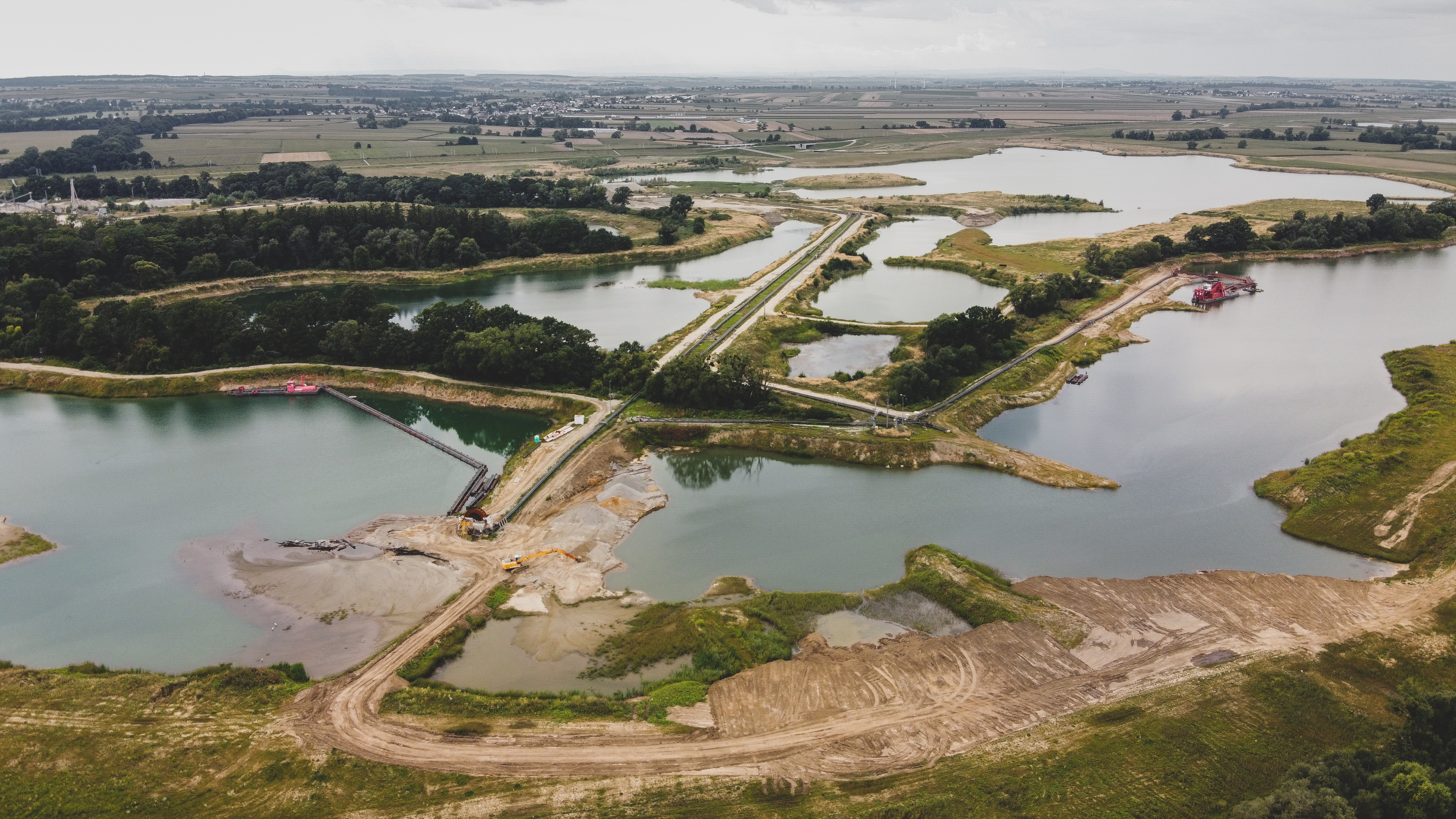
Práce uvnitř polderu na místě zaniklé vesnice Ligota Tworkowska